# Orbán (prénom)
Pour les articles homonymes, voir Orban.
Orbán est un prénom hongrois masculin.

## Étymologie
Le nom et le prénom, tout comme en français (Urbain), dérivent du nom/prénom/surnom romain Urbanus (de la ville).

## Équivalents
- Orbó
- Urbán

## Fête
Les Orban sont fêtés le 25 mai.